# العلاقات الصينية الكونغوية
العلاقات الصينية الكونغوية هي العلاقات الثنائية التي تجمع بين الصين وجمهورية الكونغو.

## مقارنة بين البلدين
هذه مقارنة عامة ومرجعية للدولتين:
| وجه المقارنة                                              | الصين                    | [[تصنيف:صفحات تستخدم رمز علم غير موجود\|]] جمهورية الكونغو |
| --------------------------------------------------------- | ------------------------ | ---------------------------------------------------------- |
| المساحة (كم2)                                             | 9.60 مليون               | 342.00 ألف                                                 |
| عدد السكان (نسمة)                                         | 1.33 مليار               | 5.26 مليون                                                 |
| الكثافة السكانية (ن./كم²)                                 | 138.54                   | 15.38                                                      |
| العاصمة                                                   | بكين                     | برازافيل                                                   |
| اللغة الرسمية                                             | اللغة الصينية القياسية   | لغة فرنسية                                                 |
| العملة                                                    | رنمينبي                  | فرنك وسط أفريقي                                            |
| الناتج المحلي الإجمالي (بليون دولار)                      | 12.24 تريليون            | 8.72 مليار                                                 |
| الناتج المحلي الإجمالي (تعادل القوة الشرائية) بليون دولار | 19.82 تريليون            | 29.48 مليار                                                |
| الناتج المحلي الإجمالي الاسمي للفرد دولار أمريكي          | 8.03 ألف                 | 1.85 ألف                                                   |
| الناتج المحلي الإجمالي للفرد دولار أمريكي                 | 13.21 ألف                |                                                            |
| مؤشر التنمية البشرية                                      | 0.728                    | 0.591                                                      |
| رمز المكالمات الدولي                                      | +86                      | +242                                                       |
| رمز الإنترنت                                              | .cn، .中国 ‏، .中國 ‏      | .cg                                                        |
| المنطقة الزمنية                                           | توقيت الصين، ت ع م+08:00 | ت ع م+01:00                                                |

## مدن متوأمة
في ما يلي قائمة باتفاقيات التوأمة بين مدن صينية وكونغولية:
- ترتبط ويهاي مع برازافيل باتفاقية توأمة.

## منظمات دولية مشتركة
يشترك البلدان في عضوية مجموعة من المنظمات الدولية، منها:
| علم المنظمة | اسم المنظمة                               | تاريخ انضمام الصين | تاريخ انضمام جمهورية الكونغو |
| ----------- | ----------------------------------------- | ------------------ | ---------------------------- |
|             | البنك الدولي للإنشاء والتعمير             | 27 ديسمبر 1945     | 10 يوليو 1963                |
|             | يونسكو                                    | 4 نوفمبر 1946      | 24 أكتوبر 1960               |
|             | منظمة التجارة العالمية                    | 11 ديسمبر 2001     | ?                            |
|             | وكالة ضمان الاستثمار متعدد الأطراف        | 30 أبريل 1988      | 16 أكتوبر 1991               |
|             | البنك الإفريقي للتنمية                    | ?                  | ?                            |
|             | منظمة الشرطة الجنائية الدولية             | ?                  | ?                            |
|             | مؤسسة التمويل الدولية                     | 15 يناير 1969      | 1 أكتوبر 1980                |
|             | الأمم المتحدة                             | 25 أكتوبر 1971     | 20 سبتمبر 1960               |
|             | مؤسسة التنمية الدولية                     | 24 سبتمبر 1960     | 8 نوفمبر 1963                |
|             | الفريق المعني برصد الأرض                  | ?                  | ?                            |
|             | منظمة حظر الأسلحة الكيميائية              | ?                  | ?                            |
|             | المركز الدولي لتسوية المنازعات الاستشارية | 6 فبراير 1993      | 14 أكتوبر 1966               |

## وصلات خارجية
- موقع وزارة الخارجية الصينية